# Подземные воды

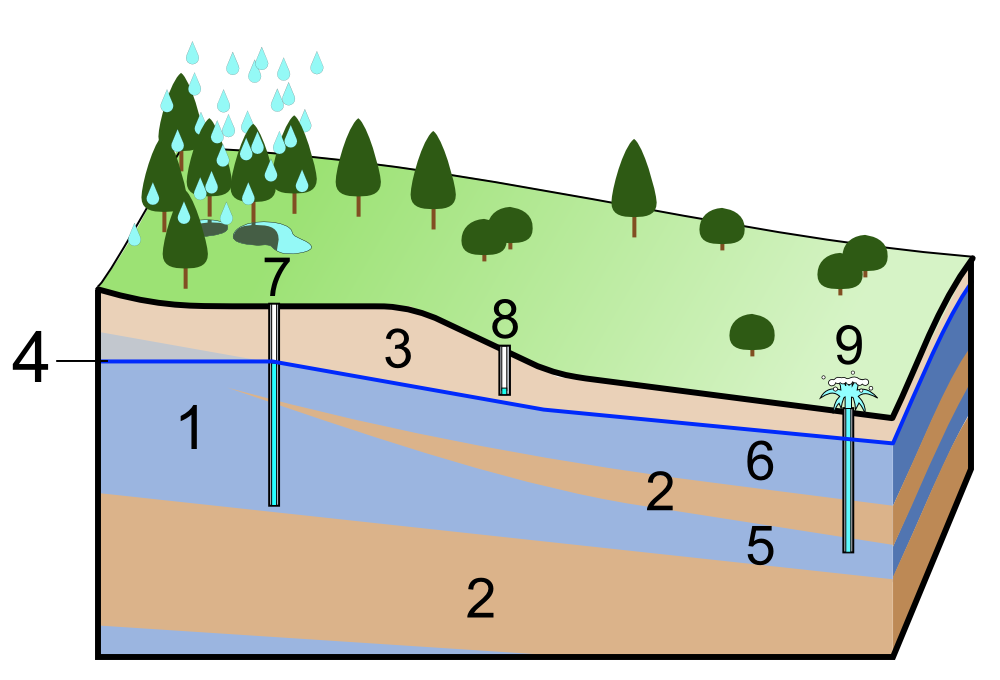
1. Водоносный горизонт 2. Полупроницаемый горизонт 3. Грунт выше уровня грунтовых вод 4. Уровень грунтовых вод 5. Замкнутый водоносный горизонт 6. Незамкнутый водоносный горизонт 7. Глубокий колодец 8. Неглубокий колодец 9. Артезианская скважина

Подзе́мные во́ды — воды, находящиеся в толще горных пород верхней части земной коры в жидком, твёрдом и газообразном состоянии.

## Классификация
По условиям залегания подземные воды подразделяются на несколько видов:
- почвенные;
- грунто́вые;
- межпластовые;
- артезианские;
- минеральные.

Почвенные воды заполняют часть промежутков между частицами почвы; они могут быть свободными (гравитационными), перемещающимися под влиянием силы тяжести или связанными, удерживаемыми молекулярными силами.
Грунто́вые воды образуют водоносный горизонт на первом от поверхности водоупорном слое. В связи с неглубоким залеганием от поверхности уровень грунтовых вод испытывает значительные колебания по сезонам года: он то повышается после выпадения осадков или таяния снега, то понижается в засушливое время. В суровые зимы грунтовые воды могут промерзать. Эти воды в большей мере подвержены загрязнению.
Межпластовые воды — нижележащие водоносные горизонты, заключённые между двумя водоупорными слоями. В отличие от грунтовых, уровень межпластовых вод более постоянен и меньше изменяется во времени. Межпластовые воды более чистые, чем грунтовые. Напорные межпластовые воды полностью заполняют водоносный горизонт и находятся под давлением. Напором обладают все воды, заключенные в слоях, залегающих в вогнутых тектонических структурах.
По условиям движения в водоносных слоях, различают подземные воды, циркулирующие в рыхлых (песчаных, гравийных и галечниковых) слоях и в трещиноватых скальных породах.
В зависимости от залегания, характера пустот водовмещающих пород, подземные воды делятся на:
- поровые — залегают и циркулируют в четвертичных отложениях: в песках, галечниках и других обломочных породах;
- трещинные (жильные) — залегают и циркулируют в скальных породах (гранитах, песчаниках);
- карстовые (трещинно-карстовые) — залегают и циркулируют в растворимых породах (известняках, доломитах, гипсах и других).

## Запасы подземных вод
Подземные воды — часть водных ресурсов Земли; общие запасы подземных вод составляют свыше 60 млн км³. Подземные воды рассматриваются как полезное ископаемое.

## Методы поиска подземных вод
- геоморфологическая оценка местности,
- геотермические исследования,
- радонометрия,
- бурение разведочных скважин,
- изучение керна, извлечённого из скважин, в лабораторных условиях,
- опытные откачки из скважин,
- наземная разведочная геофизика (сейсморазведка) и электроразведка) и каротаж скважин